# آموزش خانم تینگل
آموزش خانم تینگل (به انگلیسی: Teaching Mrs. Tingle) فیلمی محصول سال ۱۹۹۹ و به کارگردانی سیدنی لومت است. در این فیلم بازیگرانی همچون هلن میرن، کیتی هلمز، جفری تامبر، بری واتسون، ماریسا کافلان، لیز استابور، مالی رینگوالد، ویویکا ای فاکس، مایکل مک‌کین، لزلی ان وارن، رابرت گنت و ماریسا جرت وینوکر ایفای نقش کرده‌اند.